# Trasanni
Trasanni è una frazione del comune di Urbino, nella provincia di Pesaro e Urbino, nelle Marche.

## Geografia fisica
È situata a nord-est di Urbino, in una conca, sul fondo della valle del torrente Apsa. Si sviluppa lungo la principale strada di collegamento tra Urbino e Pesaro, la provinciale 423. L'attuale abitato è frutto del notevole incremento demografico avvenuto a partire dalla seconda metà del XX secolo, che ha reso la frazione una delle più popolose dell'intero territorio comunale.

## Monumenti
Chiesa parrocchiale del Cristo Re
Situata al centro della frazione su di un colle. Fu realizzata tra il 1950 e il 1957, ma divenne una parrocchia nel 1958. All'esterno della chiesa sono state sistemate (tra il 1994 e il 1996) varie sculture di artisti contemporanei. La chiesa si presenta all'esterno con una facciata che riecheggia lo stile gotico, così come l'interno, a tre navate divise da pilastri a base quadrata. La navata centrale termina con un'abside semicircolare e un altare mobile, mentre le due navate laterali sono concluse da pareti di fondo piane. L'interno è illuminato da finestre con vetrate policrome. Sul fianco destro della chiesa, si trova la canonica.
Chiesa di San Giovanni Battista in Colonna
Situata sulle colline delle cesane, tra le frazioni di Trasanni e della Torre. Risale a una pieve, eretta sul finire del XIII secolo, da cui nacquero altre chiese vicine, come quella di San Tommaso in Via Piana. In questa località vi nacque, agli inizi del XIV secolo, un vescovo di Urbino, Oddone. È di proprietà privata.
Chiesa di San Secondo martire in Castelboccione
Situata su una collina a est di Trasanni, lungo la strada che sale verso la frazione della Torre. Risale a una pieve fondata verso il 1069, dalla quale nacquero altre chiese vicine. Ancora nel XIII secolo era la chiesa principale. Si tratta di una piccola chiesa ad aula unica, con tre altari (il maggiore e due laterali), con soffitto a capriate, il cui aspetto odierno risale a una ristrutturazione ottocentesca, con interventi nella prima metà del XX secolo. È una rettoria aggregata alla parrocchia di Trasanni.

## Istruzione
Una scuola dell'infanzia, facente parte dell'Istituto Comprensivo Statale "P. Volponi - G. Pascoli".
Il Centro di formazione "Il Pellicano", gestito dalla Fondazione ENAIP "S. Zavatta" di Rimini, che organizza una serie di corsi di formazione professionale.

## Economia
Nella frazione sono presenti alcune piccole attività industriali e terziarie. Inoltre la sua economia è molta legata a quella del capoluogo comunale.

## Infrastrutture e trasporti
Questa frazione doveva essere attraversata dalla linea ferroviaria Urbino - Santarcangelo di Romagna, progettata nella prima metà del XX secolo e rimasta incompiuta. Sono ancora esistenti gli edifici che avrebbero dovuto ospitare la stazione (riconvertiti a scuola elementare) e il casello (adibito ad abitazione privata); oltre a due gallerie, una tra la frazione e la stazione di Urbino e l'altra verso la frazione di Schieti.
È attraversata dalla strada provinciale 423, la principale arteria di collegamento tra Urbino e Pesaro. Dista circa 5 km dal centro storico del capoluogo comunale.

## Strutture sportive
- Un campo sportivo